# Список картин Карла Павловича Брюллова
Ниже перечислены картины русского живописца Карла Павловича Брюллова.

## Живопись
| Картина | Название                                                                                               | Год создания           | Техника                            | Размеры (см)                                  | Галерея                                                                               |
| ------- | --- | ---------------------- | ---------------------------------- | --------------------------------------------- | ------------------------------------------------------------------------------------- |
|         | Персей и Андромеда                                                                                     | Конец 1810-х           | Холст, масло                       | 43,7 х 28,6                                   | Государственный Русский музей                                                         |
|         | Нарцисс, смотрящийся в воду                                                                            | 1819                   | Холст, масло                       | 162 x 209,5                                   | Государственный Русский музей                                                         |
|         | Явление Божие Аврааму у дуба мамврийского в виде трех ангелов                                          | 1821                   | Холст, масло                       | 113 х 144                                     | Государственный Русский музей                                                         |
|         | Портрет П. А. Кикина                                                                                   | 1821—1822              | Холст, масло                       | 82 x 71                                       | Государственная Третьяковская галерея                                                 |
|         | Портрет М. А. Кикиной                                                                                  | 1821—1822              | Холст, масло                       | 82,6 x 71,7                                   | Государственная Третьяковская галерея                                                 |
|         | Портрет А. Н. Рамазанова                                                                               | 1821—1822              | Холст, масло                       | 64,5 x 52,5                                   | Государственная Третьяковская галерея                                                 |
|         | Автопортрет. [Не окончен]                                                                              | 1823                   | Холст, масло                       | ?                                             | Частное собрание                                                                      |
|         | Итальянское утро                                                                                       | 1823                   | Холст, масло                       | 62 x 55                                       | Кунстхалле, Киль                                                                      |
|         | Благословение детей                                                                                    | 1824                   | Холст, масло                       | 65 x 53,3                                     | Государственная Третьяковская галерея                                                 |
|         | Вакхическая группа                                                                                     | 1824                   | Картон, масло                      | 25,5 х 21                                     | Государственный Русский музей                                                         |
|         | Надежда, питающая любовь                                                                               | 1824                   | ?                                  | ?                                             | Собрание Титтони, Рим                                                                 |
|         | Портрет Е. П. Гагариной с сыновьями Евгением, Львом и Феофилом.                                        | 1824                   | ?                                  | ?                                             | Частное собрание                                                                      |
|         | Портрет А. Н. Львова                                                                                   | 1824                   | Холст, масло                       | 62,3 x 49,5                                   | Государственная Третьяковская галерея                                                 |
|         | Портрет В. А. Перовского на капители колонны                                                           | 1824                   | ?                                  | ?                                             | ?                                                                                     |
|         | Эрминия у пастухов. [Не окончена]                                                                      | 1824                   | Холст, масло                       | 98,2 x 137,3                                  | Государственная Третьяковская галерея                                                 |
|         | Вечерня                                                                                                | 1825                   | Холст, масло                       | 52,5 x 42,6                                   | Государственная Третьяковская галерея                                                 |
|         | Пилигримы в дверях Латеранской базилики                                                                | 1825                   | Холст, масло                       | 62,7 x 53,6                                   | Государственная Третьяковская галерея                                                 |
|         | Пифферари перед образом мадонны                                                                        | 1825                   | Холст, масло                       | 53,5 x 42,5                                   | Государственная Третьяковская галерея                                                 |
|         | Портрет А. П. Брюллова                                                                                 | Середина 1820-х        | Холст, масло                       | 45,5 x 35,2 (овал, вписанный в прямоугольник) | Государственный Русский музей                                                         |
|         | Девушка, собирающая виноград в окрестностях Неаполя                                                    | 1827                   | Холст, масло                       | 62 x 52,5                                     | Государственный Русский музей                                                         |
|         | Итальянский полдень (Итальянка, снимающая виноград)                                                    | 1827                   | Холст, масло                       | 64 x 55                                       | Государственный Русский музей                                                         |
|         | Портрет Н. А. Охотникова                                                                               | 1827                   | Холст, масло                       | 75,0 х 60,5                                   | Государственный Эрмитаж                                                               |
|         | Последний день Помпеи                                                                                  | 1827—1828              | Холст, масло, итальянский карандаш | 58 x 76                                       | Государственная Третьяковская галерея                                                 |
|         | Портрет музыканта М. Виельегорского                                                                    | 1828                   | Холст, масло                       | 138 x 97,5                                    | Национальный художественный музей Республики Беларусь, Минск                          |
|         | Портрет А. М. Горностаева                                                                              | 1828                   | Холст, масло                       | 49 х 38                                       | Государственный музей изобразительных искусств Республики Татарстан, Казань           |
|         | Портрет великой княгини Елены Павловны                                                                 | 1829                   | Холст, масло                       | 73,4 x 59 (овал)                              | Государственная Третьяковская галерея                                                 |
|         | Портрет молодого человека                                                                              | 1820-е                 | Холст, масло                       | 43,5 х 35                                     | Государственный Русский музей                                                         |
|         | Портрет К. А. Тона                                                                                     | 1820-е                 | Холст, масло                       | 56,5 x 51                                     | Государственный Русский музей                                                         |
|         | Портрет великой княгини Елены Павловны с дочерью Марией                                                | 1830                   | Холст, масло                       | 265 x 185                                     | Государственный Русский музей                                                         |
|         | Портрет Доменико Марини (Игрок в мяч)                                                                  | 1828—1830              | Холст, масло                       | 50 x 62                                       | Новгородский государственный историко-художественный и архитектурный музей-заповедник |
|         | Портрет великой княгини Елены Павловны                                                                 | 1829—1830              | Холст, масло                       | 73,5 х 58,5                                   | Музей изобразительных искусств, Архангельск                                           |
|         | Итальянский полдень (Итальянка, снимающая виноград)                                                    | 1831 (?)               | Холст, масло                       | 27 x 22                                       | Государственная Третьяковская галерея                                                 |
|         | Вирсавия                                                                                               | 1832                   | Холст, масло                       | 173 x 125,5                                   | Государственная Третьяковская галерея                                                 |
|         | Всадница                                                                                               | 1832                   | Холст, масло                       | 291,5 x 206                                   | Государственная Третьяковская галерея                                                 |
|         | Портрет А. Н. Демидова                                                                                 | 1831—1832              | Холст, масло                       | ?                                             | Галерея нового искусства, Флоренция                                                   |
|         | Последний день Помпеи                                                                                  | 1833                   | Холст, масло                       | 456,5 x 651                                   | Государственный Русский музей                                                         |
|         | Автопортрет.                                                                                           | Около 1833             | Дерево, масло                      | 56,5 x 43                                     | Государственный Русский музей                                                         |
|         | Джудитта Паста в роли Анны Болейн                                                                      | 1834                   | ?                                  | ?                                             | Театральный музей «Ла Скала», Милан                                                   |
|         | Портрет Ф. Аскани                                                                                      | 1834                   | Дерево, масло                      | 55,4 x 46 (овал в прямоугольнике)             | Государственная Третьяковская галерея                                                 |
|         | Портрет графини О. И. Орловой-Давыдовой с дочерью Н. В. Орловой-Давыдовой                              | 1834                   | Холст, масло                       | 195 x 126                                     | Государственная Третьяковская галерея                                                 |
|         | Портрет Фанни Персиани-Такинарди в роли Амины в опере Беллини «Сомнамбула»                             | 1834                   | Холст, масло                       | 113 х 87                                      | Музей Российской академии художеств                                                   |
|         | Портрет графини Ю. П. Самойловой с воспитанницей Джованиной Пачини и арапчонком                        | 1832-1834              | Холст, масло                       | 268,1 x 200,0                                 | Музей Хиллвуд                                                                         |
|         | Смерть Инессы де Кастро                                                                                | 1834                   | Холст, масло                       | 213 x 290,5                                   | Государственный Русский музей                                                         |
|         | Портрет Георга Клеберга                                                                                | 1835                   | Холст, масло                       | 72 х 62; (овал)                               | Художественный музей (Рига)                                                           |
|         | У Богородицкого дуба                                                                                   | 1835                   | Холст, масло                       | 61 x 74                                       | Государственная Третьяковская галерея                                                 |
|         | Одалиска                                                                                               | Не позже 1835          | Холст, масло                       | ?                                             | Mузей современного искусства «Вилла реале», Милан                                     |
|         | Портрет графа К. А. Поццо ди Борго                                                                     | 1833—1835              | Холст, масло                       | 71 х 63                                       | Саратовский художественный музей имени А. Н. Радищева                                 |
|         | Портрет Джузеппины Ронци де Беньис                                                                     | 1833—1835              | Холст, масло                       | ?                                             | ?                                                                                     |
|         | Портрет Джузеппе Капечалатро                                                                           | Первая половина 1830-х | Холст, масло                       | 65 x 52,5 (овал)                              | Государственный Русский музей                                                         |
|         | Вольтижёр (этюд)                                                                                       | Между 1823 и 1835      | Холст, масло                       | 43 x 30                                       | Государственный Русский музей                                                         |
|         | Нашествие Гензериха на Рим                                                                             | 1835-1836              | Холст, масло                       | 88 x 117,9                                    | Государственная Третьяковская галерея                                                 |
|         | Гадающая Светлана                                                                                      | 1836                   | Холст, масло                       | 94 х 81                                       | Нижегородский государственный художественный музей                                    |
|         | Портрет Е. И. Дурновой                                                                                 | 1836                   | Холст, масло                       | 71,5 x 62                                     | Государственная Третьяковская галерея                                                 |
|         | Портрет Н. В. Кукольника                                                                               | 1836                   | Холст, масло                       | 117 x 81,7                                    | Государственная Третьяковская галерея                                                 |
|         | Портрет архитектора М. О. Лопыревского                                                                 | 1836                   | Холст, масло                       | ?                                             | Астраханская картинная галерея имени П. М. Догадина                                   |
|         | Портрет В. И. Орлова. [Не окончен]                                                                     | 1836                   | Холст, масло                       | 74, 5 (круг)                                  | Государственный Русский музей                                                         |
|         | Портрет Пашкова                                                                                        | 1836                   | Холст, масло                       | 41 х 19                                       | Национальный музей искусств Азербайджана, Баку                                        |
|         | Портрет графа А. А. Перовского (писателя Антония Погорельского)                                        | 1836                   | Холст, масло                       | 136 x 104                                     | Государственный Русский музей                                                         |
|         | Портрет актрисы Е. С. Семёновой                                                                        | 1836                   | Холст, масло                       | 80 х 59                                       | Театральный музей им. А. А. Бахрушина                                                 |
|         | Портрет поэта и драматурга графа А. К. Толстого в юности                                               | 1836                   | Холст, масло                       | 134 x 104                                     | Государственный Русский музей                                                         |
|         | Осада Пскова польским королем Стефаном Баторием в 1581 году. [Не окончена]                             | 1836 (1837?)           | Холст, масло                       | 55 х 71,2                                     | Государственный Русский музей                                                         |
|         | Портрет И. П. Витали                                                                                   | 1836—1837              | Холст, масло                       | 94,2 x 76,3                                   | Государственная Третьяковская галерея                                                 |
|         | Портрет поэта В. А. Жуковского                                                                         | 1837                   | Холст, масло                       | 110 x 83                                      | Музей Т. Г. Шевченко, Киев                                                            |
|         | Портрет великой княжны Марии Николаевны                                                                | 1837                   | Холст, масло                       | 60,2 x 48                                     | Государственная Третьяковская галерея                                                 |
|         | Портрет В. А. Перовского                                                                               | 1837                   | Холст, масло                       | 71,3 х 58                                     | Государственная Третьяковская галерея                                                 |
|         | Портрет В. А. Перовского                                                                               | 1837                   | Холст, масло                       | 247,2 x 152,2                                 | Государственная Третьяковская галерея                                                 |
|         | Портрет Авроры Карловны Шернваль-Демидовой.                                                            | 1837                   | Холст, масло                       | 90 х 71 см                                    | Константиновский дворец                                                               |
|         | Портрет В. А. Мусина-Пушкина                                                                           | 1838                   | Холст, масло                       | 81,3 х 72,7                                   | Ярославский художественный музей                                                      |
|         | Портрет неизвестного                                                                                   | 1838                   | Холст, масло                       | 88,7 x 71                                     | Государственная Третьяковская галерея                                                 |
|         | Портрет графини О. П. Ферзен                                                                           | 1838                   | Холст, масло                       | 68 x 55 (овал)                                | Государственная Третьяковская галерея                                                 |
|         | Распятие                                                                                               | 1838                   | Холст, масло                       | 510 x 315 (верх закруглен)                    | Государственный Русский музей                                                         |
|         | Портрет И. А. Крылова. [Не окончен]                                                                    | 1839                   | Холст, масло                       | 102,3 x 86,2                                  | Государственная Третьяковская галерея                                                 |
|         | Портрет сестер А. А. и О. А. Шишмаревых                                                                | 1839                   | Холст, масло                       | 284 x 213                                     | Государственный Русский музей                                                         |
|         | Портрет И. А. Бека                                                                                     | Около 1839             | Холст, масло                       | 67 x 58                                       | Саратовский художественный музей имени А. Н. Радищева                                 |
|         | Портрет баронессы И. И. Клодт, жены скульптора П. К. Клодта                                            | Около 1839             | Холст, масло                       | 44 x 36                                       | Ульяновский областной художественный музей                                            |
|         | Портрет П. В. Кукольника                                                                               | 1837—1839              | Холст, масло                       | 113,8 x 82,5                                  | Государственная Третьяковская галерея                                                 |
|         | Турчанка                                                                                               | 1837—1839              | Холст, масло                       | 66,2 x 79,8                                   | Государственная Третьяковская галерея                                                 |
|         | Портрет Е. И. Тон                                                                                      | Вторая половина 1830-х | Холст, масло                       | 56 x 47 (овал)                                | Государственный Русский музей                                                         |
|         | Голова девушки                                                                                         | 1830-е                 | ?                                  | 35,8 x 30,4                                   | ?                                                                                     |
|         | Портрет автора и баронессы Е. Н. Меллер-Закомельской с девочкой в лодке. [Не окончен]                  | 1830-е                 | Холст, масло                       | 151,5 x 190,3                                 | Государственный Русский музей                                                         |
|         | Портрет графини Стефании Витгенштейн                                                                   | 1830-е                 | ?                                  | ?                                             | Частное собрание                                                                      |
|         | Портрет военного со слугой                                                                             | 1830-е                 | ?                                  | ?                                             | ?                                                                                     |
|         | Портрет М. А. Бек                                                                                      | 1840                   | Холст, масло                       | 87 х 70                                       | Национальная картинная галерея Армении, Ереван                                        |
|         | Портрет М. А. Бек с дочерью                                                                            | 1840                   | Холст, масло                       | 246,5 x 193,5                                 | Государственная Третьяковская галерея                                                 |
|         | Портрет князя А. Н. Голицына                                                                           | 1840                   | Холст, масло                       | 194,5 x 142                                   | Государственная Третьяковская галерея                                                 |
|         | Портрет И. А. Монигетти                                                                                | 1840                   | Холст, масло                       | 49,5 x 42,5 (овал; ранее прямоугольник)       | Государственная Третьяковская галерея                                                 |
|         | Портрет А. Н. Струговщикова                                                                            | 1840                   | Холст, масло                       | 80 x 66,4                                     | Государственная Третьяковская галерея                                                 |
|         | Портрет М. И. Алексеевой                                                                               | 1837—1840              | Холст, масло                       | 92 x 73 (овал; ранее прямоугольник)           | Государственная Третьяковская галерея                                                 |
|         | Портрет С. Г. Лихонина                                                                                 | 1841                   | Холст, масло                       | 80 х 67                                       | Киевский национальный музей русского искусства                                        |
|         | Портрет великой княжны Ольги Николаевны                                                                | 1841                   | Холст, масло                       | 61,4 х 55                                     | Самарский художественный музей                                                        |
|         | Портрет княгини Е. П. Салтыковой                                                                       | 1841                   | Холст, масло                       | 200 x 142                                     | Государственный Русский музей                                                         |
|         | Портрет Я. Ф. Яненко в латах                                                                           | 1841                   | Холст, масло                       | 58 x 49,2                                     | Государственная Третьяковская галерея                                                 |
|         | Портрет К. А. Яниша                                                                                    | 1841                   | Холст, масло                       | 67 x 57,7                                     | Государственная Третьяковская галерея                                                 |
|         | Портрет архитектора и художника А. П. Брюллова                                                         | Не позднее 1841        | Холст, масло                       | 123,5 x 97,5                                  | Государственный Русский музей                                                         |
|         | Портрет А. Я. Петровой. [Не окончен]                                                                   | 1841 (?)               | Холст, масло                       | 79,5 x 67                                     | Государственный Русский музей                                                         |
|         | Портрет светлейшей княгини М. П. Волконской                                                            | Не позднее 1842        | Холст, масло                       | 103 x 85 (овал)                               | Государственный Русский музей                                                         |
|         | Портрет графини Ю. П. Самойловой, удаляющейся с бала с приемной дочерью Амацилией Пачини. [Не окончен] | Не позднее 1842        | Холст, масло                       | 249 x 176                                     | Государственный Русский музей                                                         |
|         | Портрет архитектора А. М. Болотова                                                                     | 1843                   | Холст, масло                       | 65,3 х 54,5                                   | Кировский областной художественный музей имени В. М. и А. М. Васнецовых               |
|         | Портрет детей Волконских с арапом                                                                      | 1843                   | Холст, масло                       | 146,1 x 124,1                                 | Государственная Третьяковская галерея                                                 |
|         | Осада Пскова польским королём Стефаном Баторием в 1581 году. [Не окончена]                             | 1839—1843              | Холст, масло                       | 482 x 675                                     | Государственная Третьяковская галерея                                                 |
|         | Портрет П. И. Кривцова. [Не окончен]                                                                   | 1844                   | Холст, масло                       | 96,3 х 75,3                                   | Государственная Третьяковская галерея                                                 |
|         | Итальянка у бассейна.                                                                                  | 1844                   | Холст, масло                       | 38 х 30                                       | Дагестанский музей изобразительных искусств имени П. С. Гамзатовой                    |
|         | Портрет великой княжны Александры Николаевны                                                           | 1837-1844              | Холст, масло                       | 90 x 71,5                                     | Государственный Русский музей                                                         |
|         | Святая царица Александра                                                                               | 1845                   | ?                                  | ?                                             | Царское Село                                                                          |
|         | Христос во гробе                                                                                       | 1845—1946              | Холст, масло                       | 185 × 148                                     | Государственный Русский музей                                                         |
|         | Портрет С. А. Шуваловой                                                                                | Около 1846             | Холст, масло                       | 65 х 53,8                                     | Государственный Эрмитаж                                                               |
|         | Портрет князя М. А. Оболенского                                                                        | 1840—1846              | Холст, масло                       | 123,7 x 106,7                                 | Государственная Третьяковская галерея                                                 |
|         | Портрет Н. Ф. Здекауэра                                                                                | 1847                   | Картон, масло                      | 57 х 44; (овал)                               | Псковский государственный объединённый историко-архитектурный и художественный музей  |
|         | Портрет актера В. В. Самойлова. [Не окончена]                                                          | 1847                   | Дерево, масло                      | 86,5 x 70                                     | Государственный Русский музей                                                         |
|         | Автопортрет                                                                                            | 1848                   | Холст, масло                       | 64,1 x 54 (верх — полуовал)                   | Государственная Третьяковская галерея                                                 |
|         | Голова Христа в терновом венце                                                                         | 1849                   | Картон на холсте, масло            | 48,3 x 40,8 (овал в прямоугольнике)           | Государственная Третьяковская галерея                                                 |
|         | Диана, Эндимион и Сатир                                                                                | 1849                   | Холст, масло                       | 46,5 x 58,5                                   | Государственная Третьяковская галерея                                                 |
|         | Монахини монастыря Святого Сердца в Риме, поющие у органа                                              | 1849                   | Холст, масло                       | 53,4 х 76,3 (верх — полуовал)                 | Государственная Третьяковская галерея                                                 |
|         | Портрет княгини А. А. Багратион                                                                        | 1849                   | Холст, масло                       | 60 x 52,8 (овал)                              | Государственная Третьяковская галерея                                                 |
|         | Портрет герцога М. Лейхтенбергского                                                                    | 1849                   | Холст, масло                       | 97 х 77                                       | Частное собрание                                                                      |
|         | Портрет Ф. И. Прянишникова                                                                             | 1849                   | Холст, масло                       | 41 х 60                                       | Ивановский областной художественный музей                                             |
|         | Портрет С. А. Шуваловой                                                                                | 1849                   | Холст, масло                       | 102 х 84,5                                    | Государственный Эрмитаж                                                               |
|         | Вид форта Пику на острове Мадейра                                                                      | 1849—1850              | Холст, масло                       | 65 x 77                                       | Государственная Третьяковская галерея                                                 |
|         | Голова аббата                                                                                          | 1850                   | Холст, масло                       | ?                                             | Частное собрание                                                                      |
|         | Портрет А. А. Абаза                                                                                    | 1850                   | Холст, масло                       | 73,2 x 60                                     | Художественный музей (Рига)                                                           |
|         | Портрет Микеланджело Ланчи                                                                             | 1851                   | Холст, масло                       | 61,8 х 49,5                                   | Государственная Третьяковская галерея                                                 |
|         | Портрет Анжело Титтони                                                                                 | 1851—1852              | ?                                  | ?                                             | Собрание Титтони, Рим                                                                 |
|         | Портрет Джульетты Титтони в латах                                                                      | 1851—1852              | ?                                  | ?                                             | Собрание Титтони, Рим                                                                 |
|         | Девушка в лесу                                                                                         | 1851—1852              | Холст, масло                       | ?                                             | Собрание Титтони, Рим                                                                 |

## Графика
| Картина | Название | Год создания | Техника                                             | Размеры (см)                | Галерея                                                            |
| ------- | --- | ------------ | --------------------------------------------------- | --------------------------- | ------------------------------------------------------------------ |
|         | Гений искусства | 1817—1820    | Серая бумага, ит. карандаш, мел, уголь, пастель     | 65,2 x 62,2                 | Государственный Русский музей                                      |
|         | Портрет М. П. Кикиной в детстве | 1817—1820    | Бумага, акварель                                    | 14 x 12,2                   | Государственная Третьяковская галерея                              |
|         | Мария Кикина в детстве | 1821         | Бумага, акварель, белила                            | 22 x 16,8                   | Государственная Третьяковская галерея                              |
|         | Портрет П. А. Оленина | 1821-1822    | Бумага, акварель                                    | 17,7x 14,4                  | Музей-усадьба Приютино                                             |
|         | Портрет С. Ф. Щедрина | 1824         | Бумага, акварель                                    | 93 x 46 (овал)              | Государственный Русский музей                                      |
|         | Портрет В. А. Перовского | 1824         | Бумага, акварель, лак                               | 29,7 х 19,4                 | Государственный Русский музей                                      |
|         | Портрет камергера А. П. Собакина | 1825         | Бумага, акварель                                    | ?                           | ?                                                                  |
|         | Женщина, посылающая поцелуй в окно | 1826         | Бумага, сепия, белила                               | 21,3 х 18,4                 | Государственный Русский музей                                      |
|         | Праздник сбора винограда | 1827         | Бумага, акварель                                    | 16,7 x 22,5                 | Государственная Третьяковская галерея                              |
|         | Портрет Г. Н. и В. А. Олениных | 1827         | Бумага, акварель, граф. карандаш                    | 42,5 x 33,5                 | Государственная Третьяковская галерея                              |
|         | Прерванное свидание (Вода уж чрез край бежит) | 1827         | Бумага, акварель                                    | 16,7 х 22,5                 | Государственная Третьяковская галерея                              |
|         | Портрет К. А. и М. Я. Нарышкиных | 1827         | Бумага, акварель                                    | 44,1 x 35,4                 | Государственный Русский музей                                      |
|         | Сцена на пороге храма | 1827         | Бумага, акварель                                    | ?                           | Саратовский художественный музей имени А. Н. Радищева              |
|         | Портрет неизвестной. [Не окончен] | 1827—1830    | Бумага, акварель                                    | 41 х 26                     | Государственная Третьяковская галерея                              |
|         | Исповедь итальянки | 1827—1830    | Бумага, акварель                                    | 26,2 x 18,7                 | Государственный Русский музей                                      |
|         | Портрет А. Г. Гагарина (Ребёнок в бассейне) | 1829         | Бумага, акварель                                    | 25 х 23; (овал)             | Государственная Третьяковская галерея                              |
|         | Портрет князя Г. Г. Гагарина | 1829         | Бумага, акварель                                    | 19,8 x 16,5; (овал)         | Государственный Русский музей                                      |
|         | Сон бабушки и внучки | 1829         | Бумага, акварель, бронза, лак                       | 22,5 х 27,4                 | Государственный Русский музей                                      |
|         | Портрет графа А. И. Рибопьера | 1829         | Бумага, акварель                                    | ?                           | Частное собрание                                                   |
|         | Портрет П. В. Басина | 1830         | Бумага, акварель                                    | 31,6 x 27,8                 | Государственная Третьяковская галерея                              |
|         | Итальянка, ожидающая ребёнка | 1830         | Картон, акварель, графический карандаш              | 19 х 22,5                   | Государственный Русский музей                                      |
|         | Автопортрет | 1830—1833    | Бумага, акварель, граф. карандаш                    | 15 x 14,5                   | Государственная Третьяковская галерея                              |
|         | Гулянье в Альбано | 1830—1833    | Бумага, акварель, лак, граф. карандаш               | 24,7 x 33                   | Государственная Третьяковская галерея                              |
|         | Сон молодой девушки перед рассветом | 1830—1833    | Бумага, акварель, лак                               | 20 х 25,1                   | Государственный музей изобразительных искусств имени А. С. Пушкина |
|         | Сон монашенки | 1831         | Бумага, акварель, лак                               | 22,5 х 27,4                 | Государственный Русский музей                                      |
|         | Мать, просыпающаяся от плача ребёнка | 1831         | Картон, сепия                                       | 22,5 х 28; (восьмиугольник) | Государственный Русский музей                                      |
|         | Портрет Джованины Пачини | 1831         | Бумага, карандаш, акварель                          | 21,1 x 17,1                 | Частное собрание                                                   |
|         | Итальянка с ребёнком у окна | 1831         | Картон, акварель, бронза                            | 22,5 х 16,5                 | Государственный музей изобразительных искусств имени А. С. Пушкина |
|         | Портрет С. А. Соболевского | 1832         | Бумага, акварель                                    | ?                           | Государственный Русский музей                                      |
|         | Портрет княгини Е. П. Салтыковой | 1833—1835    | Бумага, акварель                                    | 44,4 x 33,6                 | Государственный Русский музей                                      |
|         | Свидание | 1834         | Бумага, акварель                                    | 22,1 х 18,6                 | Государственный Русский музей                                      |
|         | Итальянка, зажигающая лампаду перед образом мадонны | 1835         | Бумага, акварель, граф. карандаш, тушь              | 29 x 19                     | Государственная Третьяковская галерея                              |
|         | Раненый грек, упавший с лошади | 1835         | Бумага, сепия, граф. карандаш                       | 27,5 x 34,5                 | Государственная Третьяковская галерея                              |
|         | Грек, лежащий на скале | 1835         | Бумага, сепия, граф. карандаш                       | 27 x 34; (восьмиугольник)   | Государственная Третьяковская галерея                              |
|         | Горные охотники | 1835         | Бумага, сепия                                       | 26,7 x 18,2                 | Государственная Третьяковская галерея                              |
|         | Портрет греческого инсургента Теодора Колокотрони | 1835         | Бумага, сепия                                       | 27,5 x 21,4                 | Государственная Третьяковская галерея                              |
|         | Грек с лошадью | 1835         | Бумага, сепия                                       | ?                           | Государственная Третьяковская галерея                              |
|         | Греческое утро в Мираке | 1835         | Бумага, акварель                                    | ?                           | Государственный музей изобразительных искусств имени А. С. Пушкина |
|         | Деревня св. Рокка близ города Корфу | 1835         | Бумага, акварель                                    | ?                           | Государственный музей изобразительных искусств имени А. С. Пушкина |
|         | Долина Дельфийская | 1835         | Бумага, акварель                                    | ?                           | Государственный музей изобразительных искусств имени А. С. Пушкина |
|         | Дорога в Синано после грозы | 1835         | Бумага, акварель                                    | ?                           | Государственный музей изобразительных искусств имени А. С. Пушкина |
|         | Храм Аполлона Эпикурейского в Фигалии | 1835         | Бумага, акварель                                    | ?                           | Государственный музей изобразительных искусств имени А. С. Пушкина |
|         | Гавань в Константинополе | 1835         | Бумага, акварель                                    | 27,6 x 34,7                 | Государственный музей изобразительных искусств имени А. С. Пушкина |
|         | Портрет капитана А. М. Костинича | 1835         | Бумага на картоне, акварель                         | 23,3 x 19,1                 | Государственный Русский музей                                      |
|         | Портрет В. А. Корнилова на борту брига «Фемистокл» | 1835         | Бумага, акварель, граф. карандаш, лак               | 40,4 x 28,9                 | Государственный Русский музей                                      |
|         | Ольга Ферзен на ослике | 1835         | Бумага, акварель                                    | 51,5 х 39,6                 | Государственный Русский музей                                      |
|         | Портрет М. И. Бутеневой с дочерью | 1835         | Бумага, акварель                                    | 42 x 31                     | Частное собрание                                                   |
|         | Портрет А. Б. Бакуниной | 1835         | Бумага, акварель                                    | ?                           | ?                                                                  |
|         | Портрет П. А. Чихачева | 1835         | Бумага, акварель                                    | ?                           | ?                                                                  |
|         | Лобзание Иуды | 1843—1847    | Коричневая бумага, сепия, белила                    | 32,9 x 24,9                 | Государственная Третьяковская галерея                              |
|         | По установлению Аллаха раз в год меняется рубаха | 1845         | Картон, сепия                                       | 6,5 x 8,6                   | Государственная Третьяковская галерея                              |
|         | По установлению Аллаха раз в год меняется рубаха | 1845         | Картон, сепия                                       | ?                           | Государственная Третьяковская галерея                              |
|         | Всадники. Портрет Е. И. Мюссара и Э. Мюссар | 1849         | Картон, акварель, белила, лак, итальянский карандаш | 63,9 х 51,2                 | Государственная Третьяковская галерея                              |
|         | Портрет герцога М. Лейхтенбергского, Э. Мюссар, Е. И. Мюссара, княгини П. Р. Багратион, князя А. А. Багратиона, М. И. Железнова, Н. А. Лукашевича, К. П. Брюллова («Прогулка») | 1849         | Бумага, акварель                                    | 31 x 46                     | Государственная Третьяковская галерея                              |
|         | Сладкие воды близ Константинополя | 1849         | Бумага, акварель                                    | 69 x 87                     | Государственный Русский музей                                      |
|         | Бахчисарайский фонтан | 1849         | Бумага, акварель                                    | 86,5 х 76                   | Государственный музей изобразительных искусств имени А. С. Пушкина |
|         | Пейзаж на острове Мадейра | 1849—1850    | Бумага, акварель                                    | ?                           | Государственный Русский музей                                      |
|         | Прогулка Людовика XV в детстве | 1850         | Бумага, акварель, граф. карандаш                    | 33,4 x 26,5                 | Государственная Третьяковская галерея                              |
|         | Портрет Винченцо Титтони | 1850—1852    | Бумага, акварель                                    | ?                           | Частное собрание                                                   |
|         | Портрет Екатерины Титтони | 1850—1852    | Бумага, акварель                                    | ?                           | Собрание Титтони, Рим                                              |
|         | Портрет Мариано Титтони | 1850—1852    | Бумага, акварель                                    | ?                           | Собрание Титтони, Рим                                              |
|         | Портрет Терезы-Микеле Титтони с сыновьями | 1850—1852    | Бумага, акварель                                    | ?                           | Собрание Титтони, Рим                                              |
|         | Лаццарони и дети | 1851—1852    | Бумага, сепия                                       | 22,2 x 18,8                 | Государственная Третьяковская галерея                              |
|         | В полдень | 1851—1852    | Бумага, сепия                                       | 22,1 x 18,8                 | Государственная Третьяковская галерея                              |
|         | Насильное купание | 1851—1852    | Бумага, акварель, граф. карандаш                    | ?                           | Государственная Третьяковская галерея                              |
|         | Портрет графини Юлии Павловны Самойловой | 1830—        | Картон, черная акварель, сепия, графитный карандаш  | 16,3 x 12,7                 | Частное собрание                                                   |

## Комментарии
1. ↑  Вирсавия — дочь Елиама (2Цар. 11:3), вдова Урии Хеттеянина, жена царя Давида и мать царя Соломона.
2. ↑  Этот портрет предназначался для галереи Уффици.
3. ↑  По свидетельству современников картина была написана за 17 дней и сразу же показана на выставке — см. Машковцев Н. Г. К. П. Брюллов в письмах, документах и воспоминаниях современников. — Изд. Академии художеств СССР, 1952—282 с.
4. ↑  Джузеппе Капечелатро (1744—1836) в возрасте тридцати двух лет стал архиепископом Тарентским. На этом посту проявил антиклерикальные настроения. При Иосифе Бонапарте и неаполитанском короле Иоахиме Мюрате занимал пост министра внутренних дел (1806—1815). После падения Мюрата и реставрации Бурбонов был уволен в отставку, лишён сана архиепископа и заключён в тюрьму. После освобождения посвятил себя писательской деятельности.
5. ↑  Василий Иванович Орлов (1792—1860) — штаб-лекарь Гусарского полка, затем ординатор Артиллерийского госпиталя, с 1833 года служил управляющим казанскими заводами В. Д. Соломирского, в 1835 году вернулся в Москву, а оттуда в Санкт-Петербург, где занялся литературной деятельностью: перевёл «Оды» Горация, «Скупого» Мольера, писал водевили, пьесы, сочинял стихи.
6. ↑  Портрет писался в Москве, куда Брюллов приехал 25 декабря 1835 года.
7. ↑  М. П. Боткин в письме П. М. Третьякову отмечал необычайное сходство изображения с моделью и предлагал Третьякову приложить все усилия, чтобы приобрести портрет.
8. ↑  По свидетельству А. Н. Мокрицкого (Дневник художника А. Н. Мокрицкого. — М., 1975. — С. 136—137), К. П. Брюллов начал работой над «Распятием» в 1836 году. Ещё в мастерской картину видели великая княжна Мария Николаевна, В. А. Жуковский и А. В. Кольцов. На картине изображены три Марии (Богоматерь, Мария Клеопова и Мария Магдалина), Иоанн Богослов и Иосиф Аримафейский.